# Bucloc (Abra)
Bucloc is een gemeente in de Filipijnse provincie Abra op het eiland Luzon. Bij de laatste census in 2007 had de gemeente ruim 2 duizend inwoners.

## Geografie

### Bestuurlijke indeling
Bucloc is onderverdeeld in de volgende 4 barangays:
- Ducligan
- Labaan
- Lamao
- Lingay

## Demografie
Bucloc had bij de census van 2007 een inwoneraantal van 2.227 mensen. Dit zijn 118 mensen (5,6%) meer dan bij de vorige census van 2000. De gemiddelde jaarlijkse groei komt daarmee uit op 0,75%, hetgeen lager is dan het landelijk jaarlijks gemiddelde over deze periode (2,04%). Vergeleken met de census van 1995 is het aantal mensen met 308 (16,1%) toegenomen.

De bevolkingsdichtheid van Bucloc was ten tijde van de laatste census, met 2.227 inwoners op 64 km², 34,8 mensen per km².